# Guabiraba
Guabiraba é um bairro do Recife, capital do estado brasileiro de Pernambuco.
Em extensão, a Guabiraba é o maior bairro da cidade do Recife, com 4 617 hectares. Faz parte da RPA 3 e se limita com os bairros Pau Ferro, Dois Irmãos, Córrego do Jenipapo, Brejo da Guabiraba, Passarinho e com os municípios de Olinda, Camaragibe e Paulista.
Abriga os dois maiores centros de futebol profissional do Recife. O Centro de Treinamento Wilson Campos, pertencente ao Clube Náutico Capibaribe e o CT Presidente José de Andrade Médicis pertencente ao Sport Club do Recife.
Nas 108 ruas do bairro há quase 200 estabelecimentos comerciais.

## Demografia
- Área: 4 617 ha.
- População: 6.330 habitantes[nota 1]
- Densidade demográfica: 1,37 hab./ha.

## Escolas
A Guabiraba tem os seguintes estabelecimentos escolares:
Particulares
- Centro Educacional Desenvolvimento;
- Educandário Maria Auxiliadora;[4]
- Educandário Nossa Senhora da Piedade;
- Educandário Raio de Sol;
- Escola Despertando Ltda;
- Escola União Comunitária;
- Instituto Marcos Paulo

Municipais
- Celeste Vital;
- Creche Municipal Nossa Senhora de Fátima;
- Escola Clinea Cardeal Câmara[5];
- Escola Municipal Alto da Guabiraba;
- Escola Municipal Arquiteto Alexandre Muniz de Oliveira;
- Escola Municipal Bola na Rede;
- Escola Municipal Guabiraba

Estaduais
- Escola Nossa Senhora de Fátima, Rn;
- Escola Tomé Gibson;

outras
- Associação de Mulheres de Bola na Rede;[6]
- Grêmmio Recreativo Bem Me Quer do Alto da Brasileira.[7]